# Kopperston (Virginia Occidental)
Kopperston es un lugar designado por el censo ubicado en el condado de Wyoming en el estado estadounidense de Virginia Occidental. En el Censo de 2010 tenía una población de 616 habitantes y una densidad poblacional de 124,13 personas por km².

## Geografía
Kopperston se encuentra ubicado en las coordenadas 37°44′59″N 81°34′36″O / 37.74972, -81.57667. Según la Oficina del Censo de los Estados Unidos, Kopperston tiene una superficie total de 4.96 km², de la cual 4.94 km² corresponden a tierra firme y (0.47%) 0.02 km² es agua.

## Demografía
Según el censo de 2010, había 616 personas residiendo en Kopperston. La densidad de población era de 124,13 hab./km². De los 616 habitantes, Kopperston estaba compuesto por el 97.73% blancos, el 0% eran afroamericanos, el 0% eran amerindios, el 0.97% eran asiáticos, el 0% eran isleños del Pacífico, el 0.32% eran de otras razas y el 0.97% pertenecían a dos o más razas. Del total de la población el 0.65% eran hispanos o latinos de cualquier raza.